# Chester FC
Chester FC is een Engelse voetbalclub uit Chester die in 2010 werd opgericht als opvolger van de bankroet gegane club Chester City FC. De club is uniek omdat het eigendom is van de supporters.
Tijdens de oprichting werd onder de supporters een stemming gehouden over hoe de nieuwe club zou gaan heten. Met 70% van de stemmen werd gekozen voor de naam Chester FC, dat eerder 98 jaar de naam was geweest van de vorige club. De club begon in de Northern Premier Football League Division One North.
De club begon zeer voortvarend. Zowel in het eerste, tweede als derde seizoen werd de club kampioen. In het vierde seizoen speelde de club op het vijfde niveau, de National League. Chester FC werd, op doelsaldo, 21e van de 24 ploegen en degradeerde zodoende. Echter, later mocht de club toch er in blijven omdat Hereford United werd uitgesloten vanwege financiële problemen. In 2018 werd de ploeg 23e en degradeerde het dan toch naar de National League North.

## Eindklasseringen
- 2011 1e
NPL Division One North
- 2012 1e
NPL Premier Division
- 2013 1e
Conference North
- 2014 21e
Conference Premier
- 2015 12e
Conference Premier
- 2016 17e
National League
- 2017 19e
National League
- 2018 23e
National League
- 2019 9e
National League North
- 2020 6e
National League North
- 2021
- 2022 16e
National League North
- 2023 3e
National League North
- 2024 10e
National League North

- National League
- National League North
- NPL Premier Division
- NPL Division One

ⓘ In 1992 invoering van de Premier League en opheffing van de Fourth Division; in 2004 opheffing van de First, Second en Third Division.

## Erelijst
- Northern Premier League Division One North
  - Kampioen (1x, 2010/2011)
- Northern Premier League
  - Kampioen (1x, 2011/2012)
- Conference North
  - Kampioen (1x, 2012/2013)
- Peter Swales Shield
  - Winnaar (1x, 2012)

## Bekende (oud-)spelers
- Akwasi Asante

Alfreton Town ·
Brackley Town ·
Buxton ·
Chester ·
Chorley ·
Curzon Ashton ·
Darlington ·
Farsley Celtic ·
Hereford ·
Kidderminster Harriers ·
King's Lynn Town ·
Leamington ·
Marine ·
Needham Market ·
Oxford City ·
Peterborough Sports ·
Radcliffe ·
Rushall Olympic ·
Scarborough Athletic ·
Scunthorpe United ·
South Shields ·
Southport ·
Spennymoor Town ·
Warrington Town